# Трансгрессивная литература
Трансгрессивная литература — жанр, который фокусируется на персонажах, чувствующих себя ограниченными нормами и ожиданиями общества и которые пытаются вырваться из этих рамок необычными или незаконными способами.

## Литературный контекст
Из-за того, что герои трансгрессивной литературы восстают против основных норм общества, они могут казаться психически больными, антисоциальными или нигилистическими. Жанр широко посвящен запретным темам, таким как наркотики, сексуальная активность, насилие, инцест, педофилия и преступность. Жанр «трансгрессивной литературы» был определён литературным критиком Los Angeles Times Майклом Сильверблаттом.
Эссе Мишеля Фуко «Предисловие к трансгрессии» (1963) дает важное методологическое обоснование концепции трансгрессии в литературе. В эссе используется «История глаза» Жоржа Батая в качестве примера трансгрессивной художественной литературы.
Рене Чун, журналист New York Times, описал трансгрессивную беллетристику:
Литературный жанр, который графически исследует такие темы, как инцест и другие извращенные сексуальные практики, нанесение увечий, прорастание половых органов в различных местах человеческого тела, насилие в городах и насилие в отношении женщин, употребление наркотиков и крайне неблагополучные семейные отношения, и который основан на предпосылке, что знания должны быть найдены на грани опыта и что тело — это место для получения знаний.
Этот жанр был предметом споров, и многие предшественники трансгрессивной фантастики, в том числе Уильям С. Берроуз и Хьюберт Селби-младший, были объектами судебных процессов за непристойность.
Трансгрессивная фантастика имеет сходство со сплаттерпанком, нуаром и эротической литературой в своей готовности изображать запрещенное поведение и шокировать читателей. Но она отличается тем, что главные герои часто ищут способы улучшить себя и своё окружение, хотя и необычные и экстремальные. Большая часть трансгрессивной художественной литературы посвящена поискам самоидентификации, внутреннего покоя или личной свободы. Не связанные обычными ограничениями вкуса и литературных условностей, его сторонники утверждают, что трансгрессивная художественная литература способна к острому социальному комментарию.

## История
Основные идеи трансгрессивной фантастики отнюдь не новы. Многие произведения, которые сейчас считаются классическими, касались спорных тем и подвергались резкой критике общественных норм. Ранние примеры включают скандальное сочинение Маркиза де Сада и графа де Лотреамона «Песни Мальдорора» (1869). Примерами могут служить произведения французского писателя Эмиля Золя о социальных условиях и «плохом поведении», а также романы Федора Достоевского «Преступление и наказание» (1866) и «Записки из подполья» (1864) и «Психологически обусловленный голод» норвежского писателя Кнута Гамсуна (1890). Сексуальную экстравагантность можно увидеть в двух самых ранних европейских романах, «Сатириконе» и «Золотой заднице», а также (с оговорками) «Молл Фландерс» и некоторых излишествах ранней готической фантастики.
Раннее развитие жанра было предвосхищено в работах писателей начала 20-го века, таких как Октав Мирбо, Жорж Батай и Артур Шницлер, которые исследовали психосексуальное развитие.
6 декабря 1933 года федеральный судья США Джон М. Вулси отменил федеральный запрет на «Улисса» Джеймса Джойса. Книга была запрещена в США, так как правительство отметило её непристойной, в частности «монолог» Молли Блум в конце книги. Random House Inc. оспорила иск о непристойности в федеральном суде и получила разрешение на печать книги в США. Часто цитируется объяснение судьи Вулси по поводу снятия запрета: «Закон имеет отношение только к нормальному человеку».
В конце 1950-х годов американское издательство Grove Press под руководством издателя Барни Россета начало выпускать романы десятилетней давности, которые в течение многих лет не публиковались в большинстве англоязычных стран из-за противоречивой тематики. Две из этих работ, «Любовник леди Чаттерли» (Д. Х. Рассказ Лоуренса о романе женщины из высшего класса с мужчиной из рабочего класса) и «Тропик рака» («Сексуальная одиссея» Генри Миллера) стали предметом знаковых судебных процессов по обвинению в непристойности (любовника леди Чаттерли также судили в Великобритании и Австрии). Обе книги были признаны непристойными и вынудили суды США взвесить достоинства литературы, которая когда-то была бы немедленно признана порнографической (см. Тест Миллера). Точно так же автор Владимир Набоков опубликовал «Лолиту» в 1955 году, что вызвало много споров из-за гебефилии, которая возникает между главными героями книги, Гумбертом Гумбертом и Лолитой. Трансгрессивный характер этой темы сделал «Лолиту» книгой, которую часто можно найти в списке книг, запрещенных правительствами, и в списке наиболее часто оспариваемых книг в Соединенных Штатах.
Grove Press также опубликовала откровенные работы битников, что привело к еще двум судебным процессам по обвинению в непристойности. Первый касался «Вопля», стихотворения Аллена Гинзберга 1955 года, в котором прославлялась американская контркультура и осуждались лицемерие и пустота в общества. Вторая касалась галлюцинаторного сатирического романа Уильяма С. Берроуза «Голый обед» (1959). Обе работы содержали то, что считалось непристойными описаниями частей тела и сексуальных актов. Гроув также опубликовал анекдотический роман Хьюберта Селби-младшего «Последний выход в Бруклин» (1964), известный своими грубыми изображениями преступников и секс-работников, а также своей грубой, вдохновленной сленгом прозой. «Последний выход в Бруклин» был признан непристойным в Великобритании. Grove Press выиграла все эти судебные процессы, и победы проложили путь как для легальной публикации трансгрессивной литературы, так и для привлечения внимания к этим произведениям.
В 1970-х и 80-х годах процветало целое подполье трансгрессивной литературы. Среди его самых больших звезд были Джеймс Баллард, британский писатель, известный своими странными и пугающими романами-антиутопиями; Кэти Акер, американка, известная своей сексуально-позитивной феминистской фантастикой; и Чарльз Буковски, американец, известный своими рассказами о распутстве, пьянстве и азартных играх. Печально известная экранизация романа Энтони Берджесса «Заводной апельсин» 1971 года содержала сцены изнасилования и «ультранационализма» футуристической молодежной банды со своим собственным арго и оказала большое влияние на популярную культуру.; Впоследствии он был отозван в Великобритании и подвергнут жесткой цензуре в США.
В 1990-х годах расцвет альтернативного рока и его явно депрессивной субкультуры открыл дверь для трансгрессивных авторов, которые стали более влиятельными и коммерчески успешными, чем когда-либо прежде. Примером этого является влияние романа канадца Дугласа Коупленда 1990 года «Поколение Икс», в котором исследуется экономически мрачное и зацикленное на апокалипсисе мировоззрение возрастной группы Коупленда. Роман популяризировал термин «поколение икс» для описания этой возрастной группы. Среди других влиятельных авторов этого десятилетия — Брет Истон Эллис, известный романами о развратных яппи; Ирвин Уэлш, известный своими изображениями наркоманской рабочей молодежи Шотландии; и Чак Паланик, известный причудливыми попытками своих персонажей избежать пресной потребительской культуры. Оба тома литературной критики Элизабет Янг этого периода подробно и исключительно посвящены этому кругу авторов и контекстам, в которых можно рассматривать их произведения.
Начало 21-го века ознаменовалось появлением таких писателей, как Руперт Томсон, Р. Д. Рональд и Келли Браффет. В их книгах главные герои поднимают криминальные, сексуальные, насильственные, наркотические, связанные с членовредительством, антисоциальные и связанные с психическими заболеваниями темы табу из тени трансгрессивной тени на передний план основной художественной литературы. Романы Рональда «Слоновье дерево» и «Комната зомби» основаны на вымышленном городе Гарден-Хайтс, представлющем собой современный плавильный котел, демонстрирующий слияние культурной и социальной неудовлетворенности и разочарования Великобритании и США, которые ранее изображались совсем по-другому.
В Великобритании жанр обязан значительным влиянием «литературе рабочего класса», которая часто изображает персонажей, пытающихся избежать бедности изобретательными средствами, в то время как в США жанр больше фокусируется на персонажах среднего класса, пытающихся избежать эмоциональных и духовных ограничений своего образа жизни.
Из-за резкого роста популярности в 21 веке трансгрессивная литература имеет центр, посвященный авторам и книгам от классики прошлого до современных шедевров.

## Значимые произведения
Уильям Сьюард Берроуз
- Джанки (1953)
- Голый завтрак (1959)

Жорж Батай
- Эротизм (1957)
- История глаза (1928)

Владимир Набоков
- Лолита (1955)

- Ада (1969)

Хьюберт Селби
- Последний поворот на Бруклин (1964)

- Реквием по мечте (1978)

Джеймс Грэм Баллард
- Выставка зверств (1970)

- Автокатастрофа (1973)

Рю Мураками
- Все оттенки голубого (1976)

Кэти Акер
- Кровь и кишки в старшей школе (1984)

Брет Истон Эллис
- Меньше Нуля (1985)

- Американский психопат (1991)

Деннис Купер
- Фриск (1991)

Ирвин Уэлш
- На игле (1993)

- Дерьмо (1998)

Мэтью Стокоу
- Коровы (1998)

Чак Паланик
- Бойцовский клуб (1996)

- Невидимки (1999)

- Призраки (2005)

Alissa Nutting
- Тампа (2013)

Блейк Батлер
- 300,000,000 (2014)

Вайолет Левуа
- Я скучаю по миру (2016)

Элл Нэш
- Животные поедают друг друга (2018)

- Обнаженная натура (2021)

- Рвотный рефлекс (2022)

Крис Келсо
- Трилогия «ОТБРОСЫ» (2020)

Никлас Лундквист
- Помощь в проживании (1993)

Джейсон Танамор
- Аноним (2013)

Стивен Джей Голдс
- Трилогия «Умирающие, мёртвые и ушедшие» (2021)

MNM-DR
- Behead All Satans (2015)